# Cremastosperma peruvianum
Cremastosperma peruvianum är en kirimojaväxtart som beskrevs av Robert Elias Fries. Cremastosperma peruvianum ingår i släktet Cremastosperma, och familjen kirimojaväxter. IUCN kategoriserar arten globalt som sårbar. Inga underarter finns listade i Catalogue of Life.